# Turecki Związek Narciarski
Turecki Związek Narciarski (tur. Türkiye Kayak Federasyonu) – tureckie stowarzyszenie kultury fizycznej pełniące rolę tureckiej federacji narodowej w biegach narciarskich, kombinacji norweskiej, narciarstwie alpejskim, narciarstwie dowolnym, snowboardzie oraz skokach narciarskich.
Związek powstał w 1935 roku. Jest członkiem Międzynarodowej Federacji Narciarskiej (FIS). Do jego celów statutowych związku należy promowanie, organizowanie i rozwój narciarstwa w Turcji m.in. poprzez szkolenia zawodników i instruktorów i organizację zawodów.